# Жарова, Александра Петровна
Алекса́ндра Петро́вна Жа́рова (25 декабря 1918, д. Кресты, ныне Захаровского района Рязанской области — 2016) — советская волейболистка и волейбольный тренер, игрок сборной СССР (1949—1951). Трёхкратная чемпионка Европы, чемпионка СССР 1940. Нападающая. Заслуженный мастер спорта СССР (1951), заслуженный тренер РСФСР (1972).

## Биография
Выступала за команды: 1936—1939 — «Рот-Фронт» (Москва), 1940—1959 — «Спартак» (Москва). Чемпионка СССР 1940, серебряный (1945) и бронзовый (1938) призёр чемпионатов СССР.
В сборной СССР в официальных соревнованиях выступала в 1949—1951 годах. В её составе стала трёхкратной чемпионкой Европы (1949, 1950 и 1951).
После окончания игровой карьеры работала тренером. В 1959—1963 — тренер женской команды «Спартак» (Москва). Была последней в живых из участниц «золотой» сборной команды 1949 года.

## Награды и звания
- Заслуженный мастер спорта СССР (1949);
- Заслуженный тренер РСФСР (1972);
- Медаль «За оборону Москвы»;
- Медаль «В память 800-летия Москвы»;
- Медаль «В память 850-летия Москвы»;
- Почётный знак Всероссийской федерации волейбола «За заслуги в развитии волейбола в России».